# Chinesische Schrift
Die chinesische Schrift (chinesisch 中文字, Pinyin zhōngwénzì, Zhuyin ㄓㄨㄥ ㄨㄣˊ ㄗˋ) oder Hànzì (漢字 / 汉字,  hànzìⓘ, Zhuyin ㄏㄢˋ ㄗˋ – „Han-Schrift“) ist die Schrift, in der die chinesischen Sprachen, vor allem das Hochchinesische, seit über 3000 Jahren geschrieben werden. 
Insgesamt gibt es über 100.000 Schriftzeichen, von denen der überwiegende Teil jedoch nur noch selten verwendet wird oder ungebräuchlich ist, in der Vergangenheit nur zeitweilig verwendet wurde oder Varianten darstellt. Für den alltäglichen Bedarf ist die Kenntnis von 3000 bis 5000 Zeichen ausreichend.

## Überblick
Ein Schriftzeichen repräsentiert grundsätzlich eine Silbe als Lautstruktur eines Morphems. Die chinesische Schrift ist jedoch keine phonographische Silbenschrift wie das Koreanische, denn gleichlautende Silben werden nicht jeweils durch ein einheitliches Zeichen wiedergegeben, sondern verschiedene Morpheme mit der gleichen Lautstruktur werden durch verschiedene Zeichen wiedergegeben. Die chinesische Schrift wird daher als Morphemschrift oder morphosyllabische Schrift bezeichnet und stellt das einzige noch gebräuchliche Schriftsystem dar, das nicht primär auf die Lautung einer Sprache zurückgreift, sondern in der Mehrheit seiner Zeichen bedeutungsverweisende (semantische) Elemente trägt.
Die chinesische Schrift wird insbesondere zur Schreibung des Hochchinesischen verwendet: in China und Singapur in der vereinfachten Form der Kurzzeichen, in Taiwan, Hongkong und Macau noch in der traditionellen Form der Langzeichen. Als Kulturexport gelangte die chinesische Schrift etwa 600–800 n. Chr. in Nachbarländer und wird noch in Südkorea und Japan als Teil der nationalen Schriftsysteme genutzt. Auch dort werden die Langzeichen benutzt, in Japan seit kurz nach dem Zweiten Weltkrieg allerdings in einer moderat vereinfachten Form.
Bis zum Ende der Kaiserzeit wurde die chinesische Schrift vorwiegend zum Schreiben der klassischen Schriftsprache „文言,  wényán“, verwendet, die nur einer gebildeten Elite verständlich war. Seitdem wird die chinesische Schrift vorwiegend zum Schreiben der Standardschriftsprache „白話文 / 白话文,  báihuàwén“, eingesetzt, die grammatisch den modernen nördlichen Dialekten ähnelt und von den Sprechern südlicher chinesischer Sprachen leichter als wényán erlernt werden kann. Die chinesische Schrift dient trotz der heterogenen Sprachsituation allen Chinesen, die báihuàwén lesen können (mit welcher Aussprache auch immer), als überregionales Medium der Verständigung. Aus diesem Grund werden beispielsweise viele Sendungen im chinesischen Fernsehen mit der chinesischen Schrift untertitelt. Neben der reinen Schriftkompetenz wird durch die modernen Medien und die flächendeckende Unterrichtung allerdings das gesprochene Hochchinesisch „普通話 / 普通话,  pǔtōnghuà“ zunehmend zum Allgemeingut.
Seit dem 15. Jahrhundert existiert in der Provinz Hunan eine auf Basis der chinesischen Schrift speziell für den Gebrauch durch Frauen entwickelte eigenständige Schrift, die nur von ihnen verwendet wurde, die Nüshu.

## Kategorien der Schriftzeichen
Die chinesische Schrift besteht vorwiegend aus Logogrammen, zur phonetischen Schreibung von Fremdwörtern werden aber manche davon fallweise auch als Lautzeichen benutzt. Im Allgemeinen ist einem Zeichen eine Silbe zugeordnet.
Traditionell werden die Schriftzeichen nach dem ersten Zeichenlexikon der chinesischen Schrift, dem Shuowen Jiezi (2. Jahrhundert), in sechs Kategorien eingeteilt, basierend auf der Art und Weise, in der sie gebildet oder abgeleitet werden:
1. Einige wenige sind Piktogramme (象形,  xiàngxíng) und Symbole oder
2. einfache Ideogramme (指事,  zhǐshì).
3. Eine dritte kleine Gruppe bilden die zusammengesetzten Ideogramme (會意 / 会意,  huìyì).
4. Die überwiegende Mehrheit (über 90 %) sind Phonogramme (形聲 / 形声,  xíngshēng).
5. Die letzten beiden Kategorien sind Entlehnungen (假借,  jiǎjiè) und
6. Synonyme (轉注 / 转注,  zhuǎnzhù).

Diese Unterscheidung der Schriftzeichen in Gruppen wird im Chinesischen Liushu (六書 / 六书,  liùshū) genannt, die Sechs Kategorien der chinesischen Schriftzeichen.

## Bedeutung
Die chinesische Schrift ist ein zentraler Träger der chinesischen Kultur und diente als Grundlage der japanischen Schriften (Kanji, Hiragana, Katakana), einer der koreanischen Schriften (Hanja) und einer der vietnamesischen Schriften (Chữ nôm). Außerdem gibt es die Pasigrafie Safo, welche auf der chinesischen Schrift basiert.
Die Bedeutung der Schrift in China konstituiert sich hauptsächlich aus zwei Aspekten:
- Sie dokumentiert die mehr als drei Jahrtausende alte Schriftkultur des chinesischen Volkes und stärkt damit das Nationalbewusstsein.
- Ihre Beherrschung kennzeichnet Grade sozialen Ansehens in der modernen chinesischen Gesellschaft.

In Europa geht man im Allgemeinen davon aus, die Voraussetzung für die Erfindung der Schrift sei das Bedürfnis nach Verwaltung (von Korn, Wasser) gewesen. Schriften hätten sich deshalb in frühester Zeit vorzugsweise in Imperien mit niedergelassenen, Ackerbau betreibenden Menschen oder hydraulischen Kulturen entwickelt (wie Sumerer, Ägypter).
In China herrscht hingegen die allgemeine Auffassung, die ältesten Schriftfragmente, die man zu sehen bekommen könne, seien die Inschriften auf Orakelknochen. Dies bedeutet im übertragenen Sinne, es herrscht die Meinung vor, Schrift sei aus der Motivation entstanden, ein Medium für die Kommunikation mit einer jenseitigen, schamanistischen Geisterwelt zu konstruieren. Den Ursprüngen der chinesischen Schrift wird also etwas Magisches unterlegt.
In China wurden zeitlich linear und lückenlos verlaufende Abfolgen von Schriftzeichenvarianten aufgestellt. Andererseits kann die Kontinuität der Schrift in der chinesischen Sprachgeschichte nur bis zur Shang-Dynastie zurückverfolgt werden. Die Verbindung zu älteren archäologischen Funden ist weiterhin Forschungsthema. Anders als in europäischen Schriftsystemen versuchte man im Chinesischen erst zu Beginn der Latinisierungsbestrebungen explizite schriftliche Zeichen als Repräsentanten einzelner kleinster Laute der Sprache zu finden. Als offizielle Einheiten der Schriftsprache gelten jedoch die aus der chinesischen Kultur überlieferten Schriftzeichen (die meist ganze Silben repräsentieren).
Die Bedeutung der Schrift konstituiert sich im modernen China insbesondere dadurch, dass das Bildungsmonopol nicht mehr bei einer spezifischen Gesellschaftsschicht liegt, wie im alten China bei den Beamtengelehrten oder wie im europäischen Mittelalter die lateinische Schrift beim Klerus. Ereignisse wie die Bewegung des vierten Mai und die Baihua-Bewegung trugen dazu bei, dass das Prestige einer Volkssprache im Gegensatz zur klassischen Bildungssprache stieg und der Anspruch entstand, die Schriftkultur im ganzen Volk zu verbreiten. Es herrscht die Auffassung, dass Schreib- und Lesekompetenz ein Bildungsgut ist, das für alle Chinesen gleichermaßen angestrebt wird. Dementsprechend bekämpft die kommunistische Regierung konsequent das Analphabetentum (besser: Illiteralität).

## Geschichtliche Entwicklung der chinesischen Schrift

### Geschichte bis zur Volksrepublik China
Die chinesische Schrift ist über 3000 Jahre alt und hat somit in Ostasien die längste ungebrochene Tradition. Die ältesten bisher gefundenen chinesischen Schriftzeichen sind in Rinderknochen (vor allem in das Schulterblatt, sogenannte Orakelknochen) und Schildkrötenpanzer (zum Weissagen der Jagd etc.) eingeritzte Bildzeichen aus der Zeit um 1200 v. Chr. (der Regierungszeit von Wu Ding), die 1899 in Anyang entdeckt wurden. Man geht davon aus, dass zum damaligen Zeitpunkt bereits 5000 verschiedene Zeichen existierten.
Mitte des ersten vorchristlichen Jahrtausends entwickelte sich die Bilderschrift zu einer verkehrsfähigen Schrift, die in der Lage war, Syntax und Semantik einiger der damaligen Sprachen im Raum der heutigen Volksrepublik China vollständig abzubilden. Mit der chinesischen Reichseinigung unter dem ersten Kaiser Qin Shihuangdi 221 v. Chr. fand eine große Schriftvereinheitlichung statt.
Im Zusammenspiel mit dem seit der Reichseinigung (Qin-Dynastie) etablierten Beamtenstaat wurde die chinesische Schriftsprache durch ihre Verwendung im gesamten Einzugsbereich des chinesischen Kaiserreiches zur Lingua franca, welche die verschiedenen chinesischen Sprachgemeinschaften miteinander verband und eine relative Geschlossenheit des chinesischen Kulturraums ermöglichte.
In China mussten Politiker und Beamte bis ins 20. Jahrhundert hinein gute Literaten sein, wenn sie Einfluss gewinnen wollten – und nicht, wie im Westen, gute Redner. An vielen Stellen wird beschrieben, wie groß die Enttäuschung bei vielen Chinesen war, als sie Politiker wie Mao Zedong oder Deng Xiaoping zum ersten Mal sprechen hörten.
| Orakelknochen | Bronzeinschrift | Große-Siegelschrift   | Kleine-Siegelschrift   | Kanzleischrift | Regelschrift | Vereinfacht |
| Orakelknochen | Bronzeinschrift | Größere Siegelschrift | Kleinere Siegelschrift | Kanzleischrift | Regelschrift | Vereinfacht |

### Schriftreform in der Volksrepublik China
Am 28. Januar 1956 wurde auf der 23. Plenarsitzung des Staatsrates des Zentralkomitees der Kommunistischen Partei Chinas das „Konzept zur Vereinfachung der chinesischen Schriftzeichen“ angenommen und am 31. Januar von der Tageszeitung „Renmin Ribao“ veröffentlicht. Bei der Vereinfachung der Schriftzeichen wurde auf eine große Zahl von Schreibungen zurückgegriffen, die schon bei handschriftlich verfassten Texten in der Zeit der Nord- und Süd-Dynastien verwendet wurden. In der Tang-Dynastie wurden bereits sehr viele Kurzzeichen von Dichtern benutzt. Im Königreich der Taiping-Rebellen wurden ebenfalls Kurzzeichen benutzt, von denen über 50 Stück in das „Konzept zur Verkürzung der chinesischen Schriftzeichen“ in der Volksrepublik China aufgenommen wurden. Das Engagement für die Einführung von Kurzzeichen beginnt bereits bei den Aktivitäten der Intellektuellen der Bewegung des vierten Mai, wie Qian Xuantong.
Beispiele für Vereinfachungen sind 图 für 圖 (tú, Karte), 龙 für 龍 (lóng, Drache) und 单 für 單 (dān, einzeln). Methoden der Vereinfachung waren beispielsweise die Verbindung von Punkten zu Linien (馬 mǎ, Pferd, wurde zu 马), das Weglassen von Strichen bzw. Punkten (爲 bzw. 為 wéi, tun, wurde zu 为) oder das Zusammenfassen von zwei oder drei Langzeichen zu einem Kurzzeichen (復 fù, wiederherstellen, und 複 fù, komplex, wurden zu dem vereinfachten Zeichen 复 zusammengefasst).
Die Schriftreformen in der Volksrepublik China beziehen sich jedoch nicht nur auf die Reduzierung der Anzahl der Striche innerhalb eines Schriftzeichens, sondern auch auf die Festlegung eines standardisierten Lauts eines Zeichens, die Festlegung einer standardisierten Schriftart, die Festlegung der Menge der Schriftzeichen im allgemeinen Gebrauch, sowie auf eine Systematisierung der Schriftzeichen, zum Beispiel bei der Anordnung in Lexika. Parallel zu den vereinfachten Zeichen werden die traditionellen Langzeichen noch teilweise verwendet und kehren seit den zunehmenden Lockerungen in der Volksrepublik wieder in den Alltag zurück. Dennoch ist es für einen durchschnittlich gebildeten Chinesen nicht möglich, die Langzeichen alter Texte, die nicht übertragen wurden, zu lesen.
Auf Taiwan sowie in Hongkong und Macau wurde die Tradition des Schreibens mit Langzeichen beibehalten, weil dort die Reformen von 1958/1959 nicht durchgeführt wurden. Sie ist auch bei Überseechinesen verbreitet. So blieb die symbolische Bedeutung der Zeichen und Radikale erkennbar. In handschriftlichen Texten sind jedoch traditionell eine ganze Reihe von Kurzschreibungen gängig, die zum Teil den Kurzzeichen der Volksrepublik China entsprechen.
Die Regierung von Singapur hat sich den Schriftreformen der Volksrepublik China angeschlossen und benutzt seit den 1970er Jahren ebenfalls chinesische Kurzzeichen und einen horizontalen Schreibstil.

### Anzahl der Zeichen
Das Shuowen Jiezi, ein Wörterbuch aus dem Jahre 100 n. Chr., enthält 9353 verschiedene Schriftzeichen (1163 Varianten nicht mitgezählt); das Kāngxī zìdiǎn aus dem Jahr 1716 enthält 40.545 verschiedene Schriftzeichen und das Zhōnghuá zìhǎi (中华字海) aus dem Jahr 1994 enthält rund 87.000 verschiedene Schriftzeichen und Varianten. Das Variantenwörterbuch der chinesischen Schriftzeichen (Dictionary of Chinese Character Variants 異體字字典,  yìtǐzì zìdiǎn) des Bildungsministeriums in Taiwan umfasst über 100.000 Schriftzeichen.
In der Praxis ist die Zahl der tatsächlich verwendeten Zeichen jedoch erheblich geringer. So definiert Artikel 7 der Vorschriften über die Bekämpfung des Analphabetismus der VR China von 1993 die Lese- und Schreibfähigkeit im Chinesischen als die Beherrschung von 1500 bis 2000 Schriftzeichen. Ein modernes zweisprachiges Standardwörterbuch (Das Neue Chinesisch-Deutsche Wörterbuch, Xin Hande cidian 新汉德词典) umfasst rund 6000 Schriftzeichen.
In der Volksrepublik China (Festlandchina) wird die Anzahl der Schriftzeichen (Kurzzeichen) für den erforderlichen Alltagsgebrauch staatlich insgesamt auf 3500 festgelegt (Stand 1988). Dabei werden diese Schriftzeichen durch die Liste der „Schriftzeichen für den Alltagsgebrauch“ – 常用字 – „Alltagsschriftzeichen 1sten Grades“ – mit 2000 Schriftzeichen – und die Liste der „Schriftzeichen für den Nebengebrauch“ – 次常用字 – „Alltagsschriftzeichen 2ten Grades“ – mit 1500 Schriftzeichen weiter unterteilt. In der Sonderverwaltungszone Hongkong beträgt die vergleichbare allgemeine „Schriftzeichenliste für den Alltagsgebrauch (Langzeichen)“ – 常用字字形表 – 4759 Zeichen (Stand 2000). In Taiwan beträgt die allgemeine „Nationale Standardschriftzeichenliste für den Alltagsgebrauch (Langzeichen)“ – 常用國字標準字體表 – 4808 Schriftzeichen (Stand 1979). In Japan hingegen beträgt die Anzahl der vergleichbaren Kanjis (Shinjitai) 2136 in der sogenannten Liste der Kanjis für den Alltagsgebrauch – 常用漢字 jōyō kanji, deutsch ‚Alltagsgebrauch-Schriftzeichen‘, die sich wiederum in 10 Stufen – von 1 bis 10 Schwierigkeitsstufen nach Schuljahrgängen – unterteilt sind (Stand 2010). In Südkorea, wo das Hanja – chinesische Schriftzeichen – seit Anfang der 1970er-Jahre nicht mehr offiziell in den Schulen gelehrt wird und dort nur als freiwilliger Zusatzunterricht in den weiterführenden Schulen der Sekundarstufe angeboten wird, beträgt die allgemeine Anzahl der zu vermittelnden Schriftzeichen 1800 (Stand 1972). In Ländern wie China und Japan kann somit die Anzahl der individuell beherrschbaren Schriftzeichen indirekt den Bildungsstand einer Person allgemein oder in bestimmten Bereichen widerspiegeln.

## Schriftarten
Man kann im Verlauf der chinesischen Geschichte insbesondere folgende Schriftarten außerhalb von textverarbeitenden Geräten ausmachen:
| Deutsch                | Alternativ           | Hanzi 1 – Langz. 2 | Hanzi – Kurzz. 3 | Pinyin   | Hepburn    | R.R.      | Kursivschrift – 行書, ca. 1097–1099 – von Mi Fu Nördliche Song-Dynastie |
| ---------------------- | -------------------- | ------------------ | ---------------- | -------- | ---------- | --------- | ----------------------------------------------------------------------- |
| Orakelknocheninschrift | Orakelknochenschrift | 甲骨文             | 甲骨文           | Jiǎgǔwén | Kōkotsubun | Gapgolmun | Kursivschrift – 行書, ca. 1097–1099 – von Mi Fu Nördliche Song-Dynastie |
| Bronzeinschrift        | –                    | 金文               | 金文             | Jīnwén   | Kinbun     | Geummun   | Kursivschrift – 行書, ca. 1097–1099 – von Mi Fu Nördliche Song-Dynastie |
| Siegelschrift          | –                    | 篆書               | 篆书             | Zhuànshū | Tensho     | Jeonseo   | Kursivschrift – 行書, ca. 1097–1099 – von Mi Fu Nördliche Song-Dynastie |
| Kursivschrift          | Semi-Kursivschrift   | 行書               | 行书             | Xíngshu  | Gyōsho     | Haengseo  | Kursivschrift – 行書, ca. 1097–1099 – von Mi Fu Nördliche Song-Dynastie |
| Grasschrift            | Konzeptschrift       | 草書               | 草书             | Cǎoshū   | Sōsho      | Choseo    | Kursivschrift – 行書, ca. 1097–1099 – von Mi Fu Nördliche Song-Dynastie |
| Kanzleischrift         | Offizielle Schrift   | 隸書               | 隶书             | Lìshū    | Reisho     | Yeseo     | Kursivschrift – 行書, ca. 1097–1099 – von Mi Fu Nördliche Song-Dynastie |
| Regelschrift           | Blockschrift         | 楷書               | 楷书             | Kǎishū   | Kaisho     | Haeseo    | Kursivschrift – 行書, ca. 1097–1099 – von Mi Fu Nördliche Song-Dynastie |

Fußnoten

## Schriftbild

### Schreibrichtung
Die Schreibrichtung der chinesischen Schrift war in der vormodernen Zeit in der Regel senkrecht von oben nach unten, und die daraus entstehenden Spalten waren von rechts nach links angeordnet. (chin. 豎排 / 竖排,  shùpái; jap.: 縦書き tategaki)
Seit der Schriftreform wird in der Volksrepublik China in Büchern meistens wie bei europäischen Büchern in Zeilen von links nach rechts und mit von oben nach unten angeordneten Zeilen geschrieben.
In Taiwan gedruckte Bücher literarischen Inhalts werden nach wie vor von oben nach unten gelesen. Für Zeitungen und Zeitschriften sowie Sachtexte und Fachbücher gilt das jedoch nur bedingt. In Anzeigen, und häufig in der Werbung, wird, wenn im Text auch westliche (Marken-)Namen auftauchen, die Schreibweise von links nach rechts verwendet. Bei Kalligrafie und Gedichten gibt es fast nur die Schreibrichtung von oben nach unten.
In Japan findet man beide Varianten, wobei literarische Texte eher in Spalten, Sachtexte eher in Zeilen gedruckt werden. In Zeitungen wird beides vermischt verwendet, wodurch sich mehr Möglichkeiten für ein ansprechendes Layout ohne extrem kurze Zeilen (oder schmale Spalten) ergeben.
Von oben nach unten gedruckte Bücher, also in Taiwan gedruckte und die meisten japanischen, werden im Gegensatz zu den europäischen Büchern „hinten“ geöffnet. Blickt man auf die Titelseite, so ist der Buchrücken also rechts und nicht wie in Europa links. Bücher, bei denen die Schriftzeichen von links nach rechts angeordnet sind, haben die Titelseite auf der für uns gewohnten Seite und werden entsprechend geöffnet und gelesen.
Inschriften über Portalen und Türen sind in der Volksrepublik China häufiger von rechts nach links geschrieben. In Japan sind Portalüberschriften eher – so wie in Europa – in Zeilen von links nach rechts, bei historischen Gebäuden oder traditionelle Bauten wie Tempeln und Schreinen allerdings fast ausschließlich traditionell von rechts nach links geschrieben. In Taiwan laufen die Inschriften über Tempeltoren und Altären von rechts nach links.

### Die Strichreihenfolge
| National unterschiedliche Strichfolgen des Zeichens 必 bì (von schwarz nach hellrot) |                     |                     |       |
| Chinesisches Kaiserreich                                                             | Taiwan und Hongkong | Volksrepublik China | Japan |

Beim Schreiben chinesischer Zeichen ist die Reihenfolge der einzelnen Striche nicht beliebig, sondern durch sieben Grundregeln festgelegt:
- Erst der waagerechte, dann der senkrechte Strich
- Erst der nach links gebogene Strich, dann der nach rechts gebogene Strich
- Erst der obere, dann der untere Strich
- Erst der linke, dann der rechte Strich
- Erst werden äußere, dann innere Komponenten geschrieben
- Ein Kästchen wird erst dann geschlossen, wenn die innere Komponente fertig ist
- Wenn sich kleinere Komponenten um ein größeres Mittelteil gruppieren, wird erst der Mittelteil geschrieben

Bei einzelnen Zeichen werden diese Regeln national unterschiedlich ausgelegt, wie rechts am Beispiel des Zeichens für „müssen, sollen“ – 必 bì – gezeigt wird. Bei Schriftstilen wie der Kursivschrift und der Konzeptschrift, bei denen der Schreibpinsel nicht zwischen allen Strichen vom Papier abgehoben wird und die Striche somit verbunden werden, führt dies manchmal zu deutlich verschiedenen Formen desselben Zeichens. Auch existieren grafische Varianten (異體字 / 异体字,  yìtǐzì – „Allograph, Schriftzeichenvariante“) desselben Zeichens, die im Aussehen und der Anzahl der Striche stark variieren. Beim Schreiben eines Schriftzeichens – insbesondere komplexen Schriftzeichen wie etwa das Beispielzeichen „Schildkröte“ – 龜 guī – wird das Schriftzeichen in einzelne Komponenten aufgeteilt und diese Grundregeln darauf angewendet. Das Beispielzeichen für Schildkröte – guī – besteht aus 16 Strichen (auch Strichfolgen) und kann hier in fünf (maximal in sieben) Komponenten unterteilt werden. Das Beispielzeichen für die Zahl „Neun“ – 九 jiǔ besteht aus 2 Strichen und hat „keine“ weitere Unterkomponente.
| Schreibrichtung des Langzeichen [guī – 龜] für Schildkröte | Schreibrichtung des Schriftzeichen [jiǔ – 九] für „Neun – 9“ |

### Zusammenschreibung von Wörtern
Im antiken und klassischen Chinesischen waren die meisten Wörter noch ein bis zwei Silben oder Zeichen lang. Im nordchinesisch-basierten Baihua und dem nach der Bewegung des vierten Mai (1919) daraus entstandenen modernen Standardchinesischen ist die durchschnittliche Wortlänge größer. So bestehen die meisten chinesischen Wörter aus mehreren Silben bzw. Zeichen. Wird die chinesische Sprache mit chinesischen Schriftzeichen wiedergegeben, werden keine Wortgrenzen mithilfe von Leerzeichen oder mit anderen Mitteln angedeutet. Alle Zeichen stehen in gleichem Abstand voneinander. Wird das Standardchinesische jedoch in lateinischer Schrift nach den Rechtschreibregeln des verbreiteten Pinyin-Systems geschrieben, werden ähnlich wie im Deutschen mehrteilige Wörter zusammengeschrieben und diese Wörter werden durch Leerzeichen voneinander getrennt.

### Interpunktion
Die Interpunktion (標點 / 标点,  biāodiǎn) in ihrer heutigen Form wurde durch den Kontakt mit dem Westen erst nach und nach im 20. Jahrhundert eingeführt. Allerdings sind schon bei den frühgeschichtlichen Knocheninschriften eingeritzte Striche zu erkennen, die wahrscheinlich zur Abgrenzung semantischer Einheiten dienten. In antiken chinesischen Texten war Interpunktion unüblich, die Leser konnten die Pausen (讀 / 读,  dòu) selbst in die Texte schreiben. Diese bestanden meistens aus einem kleinen Kreis „。“ (圈,  quān) oder aus einem Punkt (點 / 点,  diǎn). Der Vorgang des Hineinschreibens der Interpunktion in den Text wird seit der Han-Zeit als Satzzäsur (句讀 / 句读,  jùdòu) bezeichnet. Große Gelehrte konnte man an der souveränen Art ihrer Interpunktionssetzung erkennen. Noch immer finden sich in taiwanischen Buchhandlungen Ausgaben von Klassikern, in denen die Zeichensetzung berühmter Gelehrter notiert ist.
Seit September 1951 ist die Interpunktion in der Volksrepublik China amtlich geregelt. Nach dem Stand von 1990 gibt es 16 Interpunktionszeichen, die überwiegend den im Westen gebräuchlichen entsprechen und ähnlich verwendet werden. Besonders sind der den Satz abschließende Punkt „。“ (句號 / 句号,  jùhào, siehe auch den „Kreis“ oben) sowie das Aufzählungen gliedernde „liegende“ Komma „、“ (頓號 / 顿号,  dùnhào).

### Drucksatz
Beim Druck chinesischer Texte werden alle Zeichen, einschließlich der Satzzeichen, in gleich große, ungefähr quadratisch gedachte Kästchen gesetzt. Zeichen unterschiedlicher Laufweite – vgl. etwa das lateinische m gegenüber dem i – gibt es somit nicht. Um die Details der kompliziertesten Zeichen mit 20 oder mehr Strichen noch erkennen zu können, darf die Schrifttype insgesamt nicht zu klein gewählt werden. Bei selteneren Zeichen wird oft daneben oder darüber sehr klein die Aussprache angegeben. In der VR China war das mit Zhuyin bis 1956 üblich und in Taiwan ist es das immer noch. In Japan wird Furigana verwendet.
Leerzeichen zwischen Wörtern sind in der chinesischen Schrift unüblich. Dadurch gibt es keine so klare Abgrenzung des Begriffs Wort in den Sprachen, die die chinesische Schrift verwenden. Oft sind sich sogar Muttersprachler nicht einig darüber, ob ein bestimmtes Element in einem Satz eine Endung oder ein eigenes Wort ist.
Eine Textzeile wird, sobald sie voll ist, an einer beliebigen Stelle umbrochen; Trennungsregeln gibt es nicht. Nur unmittelbar vor einem Satzzeichen wird nicht getrennt, in diesem Fall wird ein Zeichen in die nächste Zeile übernommen.

## Schriftmedien

Die acht Teile der fünf Striche des Zeichens Yong

### Vom Altertum zur Neuzeit
Als besondere Schriftsubstrate des chinesischen Altertums gelten Seide und Bambus, der, geschnitten in schmale Brettchen, beschrieben wurde (wie Guodian-Bambustexte). Beide findet man im europäischen Altertum nicht, wo die Verwendung von Wachstafeln, Papyrus und Pergament vorherrschte.
Als erste Kultur verwendete China das Papier, als dessen Erfinder der Chinese Cai Lun (蔡倫 / 蔡伦) verehrt wird, der die bahnbrechende Idee zur Entwicklung des kostengünstigen Schreibträgers im Jahre 105 n. Chr. gehabt haben soll. Erst im 12. Jahrhundert kam Papier nach Europa. Ab um 1250 wurde es in Deutschland verwendet und ab Ende des 14. Jahrhunderts produziert.
Die Chinesen verwendeten Pinsel und schwarze und rote Tusche, um ihre Schriftzeichen auf Papier und Seide zu kalligrafieren. Als Erfinder des Pinsels gilt in China Meng Tian (蒙恬). Tusche wird seit der Han-Zeit aus dem Ruß von Kiefernholz hergestellt und als Stangentusche in den Handel gebracht. Siegelabdrücke waren schon lange vor dem 14. Jahrhundert bekannt. Pinsel, Tusche, Reibstein und Papier gelten noch als die vier Schätze des traditionellen Gelehrtenzimmers.
Trotz der Erfindung des Papiers sind aus dem vierten Jahr der Regierungsdevise Xiping (熹平) des Kaisers Han Lingdi der östlichen Han-Dynastie (175 n. Chr.) wichtige (älteste) chinesische Steinmeißelungen erhalten, die klassische Werke der konfuzianischen Schule, wie „Shijing“ (das Buch der Lieder), „Shangshu“ (Buch der Urkunden), „Yili“ (Etikette und Riten), „Yijing“ (I Ging), „Chunqiu“ (die Frühlings- und Herbstannalen), „Gongyangchuan“, „Lunyu“ (Analekten des Konfuzius) konserviert haben. Weitere Steingravuren sind die drei Klassiker „Shangshu“, „Chunqiu“, „Zuozhuan“ aus dem zweiten Jahr der Regierungszeit Zhengshi der Wei-Dynastie (241 n. Chr.), die in den Schriftarten „Antikchinesische Schrift“ (古文,  gǔwén), „Siegelschrift des Kaisers Qin“ und „vereinfachte chinesische Kanzleischrift“ fixiert sind.
Mit Unterstützung der Missionare setzte sich der Buchdruck in China durch und führte zum Ausbau von Printmedien, zum Beispiel der Shanghaier Tageszeitung Shenbao. Im modernen Alltagsgebrauch wird mit den auch im Westen üblichen Schreibgeräten geschrieben; im Schreibunterricht in den Grundschulen Taiwans meist mit Bleistift in besonderen Schreibheften mit quadratischen Schreibfeldern.

### Computer
Chinesische Schriftzeichen werden am Computer unter Zuhilfenahme verschiedener Eingabesysteme für die chinesische Schrift geschrieben. Die Eingabe von Texten am PC erfolgt mit einer Schreibgeschwindigkeit pro Satz, die etwa dem entspricht, was zum Beispiel deutsche Textverarbeiter mit deutschen Tastaturen erreichen können. Dabei entstehen im chinesischen Sprachraum und in Japan als unerwünschter Nebeneffekt neue Fehlerarten bei der Schreibung chinesischer und japanischer Texte.
Beim Schreiben von Handschrift dagegen fehlen die Vorschläge, die computergestützte Eingabesysteme im Dialog machen. An deren Eingabedialoge gewöhnte jüngere Chinesen und Japaner haben darum oft schon Schwierigkeiten, seltener gebrauchte Zeichen zu schreiben bzw. sich handschriftlich fehlerfrei auszudrücken. Sie können diese Zeichen dann aber per Eingabesystem auf ihrem Handy oder in elektronischen Taschenwörterbüchern nachschlagen, die oft schon sehr umfangreich sind, weil in ihnen gleich der Inhalt mehrerer konventioneller Wörterbücher abgespeichert ist.

## Kalligrafie

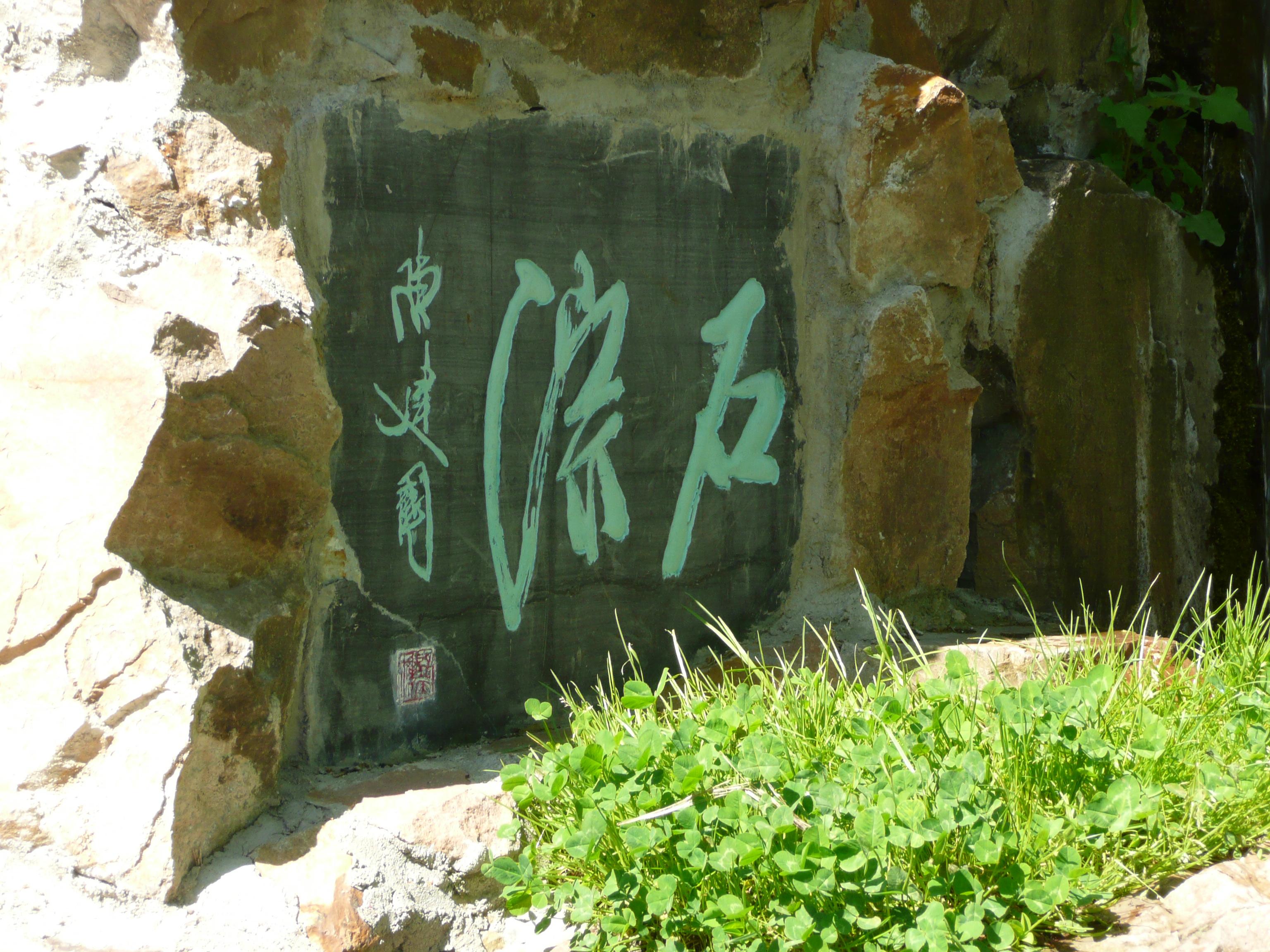
Kalligrafie – „Garten des himmlischen Friedens“, Frankfurt am Main 2008

Die Kalligrafie ist eine in China hochangesehene Kunst. Hierbei werden mit einem Pinsel die Zeichen schwungvoll zu Papier gebracht. Diese Schriftzüge gelten genauso als Kunstobjekte wie Malereien. Es ist in der chinesischen Malerei sogar üblich, Schriftzeichen in das Bild zu integrieren; buddhistische Mandalas werden im chinesischen Kulturraum, anders als in Südasien, eher mit Schriftzeichen als mit bildlichen Darstellungen gestaltet. In Japan wurde im Gegensatz zu China nach dem Grundprinzip Wabi-Sabi oft ein nicht im klassischen Sinne schönes, sondern bewusst „rohes“ und unfertiges Aussehen angestrebt.
Kalligrafische Kunstwerke zieren häufig als Duilian in paarige senkrechte Schrifttafeln und als Yinglian als waagerechte Namensschilder Portale und Räume in der chinesischen Architektur, wie Pavillons in typischen chinesischen Garten. Sie sind von den Gartenbauten fast nicht zu trennen und bilden wichtige Schmuckelemente im chinesischen Landschaftsgarten. Der Inhalt der Spruchpaare (Duìlián) solcher Tafeln und Schilder ist im Allgemeinen auf die Umgebung oder den Benutzer der Räume und Gebäuden bezogen. Häufig handelt es sich um Zeilen aus berühmten Gedichten, in denen Besonderheiten der Szenerie angedeutet sind.
Ihren künstlerischen Höhepunkt erreichte die Kalligrafie zusammen mit anderen Kunstformen in der Tang-Dynastie (618–907). Die Kunstwerke der damaligen berühmten Kalligrafen – etwa von Wang Xizhi, Yan Zhenqing, Ou Yangxun und Liu Zongyuan – werden immer noch als unbezahlbare Schätze betrachtet.
Der Wert des „Schönschreibens“ wird in China sehr hoch angesetzt. Kalligrafische Werke haben im chinesischen und fernöstlichen Kulturraum den gleichen künstlerischen Stellenwert wie Gemälde oder Skulpturen im abendländischen Westen. Das erkennt man etwa daran, dass die Republik China in Taiwan bei den offiziellen Biografien ihrer bisherigen Präsidenten kalligrafische Arbeiten von diesen mit angibt.

## Lautumschriften
Ein Schriftzeichen repräsentiert grundsätzlich eine Silbe. Um die Aussprache eines Schriftzeichens wiederzugeben, verwendete man im alten China seit der Sui-Dynastie und Tang-Dynastie Reimlexika, in denen der Laut einer Silbe nicht durch Angabe der Phone beschrieben wurde, sondern durch Angabe von zwei anderen chinesischen Schriftzeichen, deren Aussprache dem Leser bereits bekannt sein mussten. Das erste stimmte im Anlaut mit der gesuchten Silbe überein, das zweite im Auslaut (Fanqie-System).
Die ersten Versuche zur Transkription der chinesischen Sprache gingen 1588 von dem italienischen Missionar Matteo Ricci und dem französischen Missionar Nicolas Trigault aus. Die Missionare versuchten, die Laute der chinesischen gesprochenen Sprache mit Buchstaben aus dem lateinischen Alphabet zu fixieren.
1892 entwickelte Lu Zhuangzhang (盧戇章 / 卢戆章) eine Transkription für den Dialekt aus Xiamen und nannte sie „qieyin xinzi“ (切音新字 – „Neue Zeichen für zerteilte Laute“). Er gilt als der erste Chinese, der für die chinesische Schrift ein Transkriptionssystem entwarf. Gemäß seinem Entwurf wird die Bewegung für die Transkription der chinesischen Sprache am Ende der Qing-Dynastie in China „qieyinzi yundong“ (切音字運動 / 切音字运动 – „Bewegung für die Zeichen für zerteilte Laute“) genannt. Lu Zhuangzhang hatte bereits die Idee einer einheitlichen Sprache und Schrift für ganz China.
Bis zur Gründung der Republik China wurden fast dreißig weitere Transkriptionssysteme hervorgebracht. Davon machten solche aus lateinischen Buchstaben etwa ein Viertel aus. Das Ziel war es, die chinesische Schrift einfacher erlernen zu können und damit im Zuge der Modernisierungsbestrebungen Wissenschaft und Bildung vorantreiben zu können. Unter diesen Transkriptionssystemen war das Konzept von Wang Zhao (王照), der sich von japanischen Kana bei der Entwicklung seines Konzepts beeinflussen ließ.
Die Idee, eine einheitliche chinesische Sprache zu verwenden, findet sich bereits bei den Beamten der Qing-Dynastie. Daher leitet sich der Name guanhua (Beamtensprache), beziehungsweise Mandarin für das Chinesische ab.
Der Gedanke, eine Aufsplitterung in Dialektgruppen in China zu verhindern, und die Idee der Notwendigkeit einer gemeinsamen Nationalsprache innerhalb der heterogenen Sprachsituation in China wurde ganz besonders nach dem Sturz der Qing-Dynastie und der Gründung der Republik China deutlich.
1913 berief deshalb die Beiyang-Regierung die „Konferenz zur Vereinheitlichung der Aussprache“ (讀音統一會 / 读音统一会,  dùyīn tǒngyī huì) ein. Auf der Konferenz wurde beschlossen, das „Zhuyin Zimu“ (Nationale Phonetische Alphabet, 注音字母) einzuführen. Die Schriftreform in China ging somit einher mit einer Sprachreform. Es handelt sich bei diesem Transkriptionssystem anders als bei den von den Missionaren geschaffenen Schriften um eine Lautschrift aus verkürzten chinesischen Zeichen.
Bis zur Machtergreifung der Kommunistischen Partei 1949 entstanden weitere Transkriptionssysteme aus lateinischen Buchstaben. Die bedeutendsten sind:
- Gwoyeu Romatzyh (國語羅馬字 / 国语罗马字,  Guoyu Luomazi – „Lateinschrift der Nationalen Sprache“)
- Latinxua Sin Wenz, kurz: Sin Wenz (拉丁化新文字 / 拉丁化新文字,  Ladinghua Xin Wenzi – „Latinisierte Neue Schrift“)

Gwoyeu Romatzyh stammt von Yuen Ren Chao (趙元任 / 赵元任,  Zhào Yuánrèn) und wurde am 14. September 1926 dem Bildungsministerium zur Veröffentlichung unterbreitet.
Das Sin Wenz hat seinen Ursprung in der Sowjetunion. Auf dem Höhepunkt der sowjetischen Latinisierungsbewegung entwarfen Mitglieder der Kommunistischen Partei Chinas, die sich in Russland aufhielten, und sowjetische Linguisten ein Transkriptionssystem für die chinesische Schrift mit lateinischen Buchstaben, das 1933 nach China überliefert und „Ladinghua Xin Wenzi“ genannt wurde. Es löste die Massensprachenbewegung der Latinisierung (拉丁化群眾運動 / 拉丁化群众运动,  Ladinghua qunzhong yundong) aus, in der es Anspruch auf nationale Verbreitung erhob. Es verbreitete sich ab 1934 von Shanghai aus. Ein prominenter Befürworter war Lu Xun. Es wurde jedoch von der Guomindang verboten, und in den von den Japanern eroberten Gebieten musste seine Verbreitung eingestellt werden. In den von den Kommunisten kontrollierten Gebieten wurde es hingegen in Abendschulen eingesetzt und legte nach der Machtergreifung der Kommunisten 1949 die Basis für die Entwicklung des Pinyin.
Pinyin wurde 1982 von der ISO als internationaler Standard für die Umschrift des Chinesischen anerkannt und ist für Hochchinesisch die dominierende Umschrift. Daneben ist die Anfang des 20. Jahrhunderts entwickelte lateinische Umschrift von Wade-Giles noch gebräuchlich sowie die nichtlateinische Umschrift Zhuyin (insbesondere in Taiwan üblich). Andere, meist an der Sprache des jeweiligen Übersetzers orientierte Systeme haben keine nennenswerte Bedeutung mehr. Durch die vielfältigen Systeme zur Latinisierung, also nicht standardisierte Umschrift- bzw. Transkriptionssysteme, kommt die teilweise vorhandene Uneinheitlichkeit der Lautumschrift zustande, beispielsweise Mao Tse-Tung, Mao Zedong oder Chiang Kai-shek bzw. Tschiang Kai Schek. Für andere chinesische Sprachen, wie Kantonesisch, werden ebenfalls Lautumschriften entwickelt, diese sind jedoch bisher weniger ausgereift als die Mandarin-Systeme.

### Allgemein
- Daten und Links zur Erforschung der chinesischen Schrift (Sinographemik) und ihrer Didaktik für alphabetschriftliche Lerner (pdf; 300 kB)
- Vivian Aldridge: Wie wird Chinesisch in Blindenschrift geschrieben?
- Chinesische Zeichen
- Chinese Language and Script (englisch)
- Traditional Chinese Characters (englisch)

### Tools und Helferlein
- Pinyinput. – Offline-Eingabehilfe auf pinyinput.net
- QHanzi – Online-Hanzi-Schreiber auf qhanzi.com
- Inputfree. – Online-Eingabehilfe nach Pinyin, Cangjie, Simplified Cangjie, Jyutping, Cantonese Input und per Handschrifterkennung
- Virtuelle chinesische Tastatur. – Online
- Schriftzeichen-Umschriftkonverter nach Pinyin bzw. IPA auf easypronunciation.com (chinesisch, deutsch, englisch)
- Schriftzeichen-Umschriftkonverter nach Pinyin bzw. IPA auf toolbox.lotusfa.com (chinesisch, englisch)

### Wörterbücher
- Leo Chinesisch-Deutsches Wörterbuch (chinesisch, deutsch)
- HanDeDict @ Zydeo – Übernahme der Daten aus dem HanDeDict-Projekt als Grundwortschatz-Datenbank (chinesisch, deutsch)
- Chinese Dictionary (chinesisch, englisch)
- Zaixian Hanyu Zidian – 在线汉语字典 Dictionary Online (chinesisch)
- Handian Dictionary (chinesisch, deutsch, englisch, französisch)
- Dictionary of Chinese – Concised Edition – Ministry of Education, R.O.C. (chinesisch)
- Dictionary of Chinese – Revised Edition – Ministry of Education, R.O.C. (chinesisch)
- Dictionary of Chinese Character Variants – Ministry of Education, R.O.C. (chinesisch)
- Richard Sears: Chinese Etymology – 字原 – Etymologisches Wörterbuch der chinesische Schriftzeichen (chinesisch, englisch)